# 1925 no cinema

## Principais filmes produzidos
- Aitaré da Praia, dirigido por Gentil Roiz e Ary Severo, estrelado pelo último com Almery Steves.
- The Gold Rush, dirigido por Charles Chaplin e estrelado pelo mesmo como O Vagabundo.
- Bronenosets Potyomkin, dirigido por Sergei Eisenstein com Aleksandr Antonov, Vladimir Barski, Grigori Aleksandrov, A. Levchin, Mikhail Gomorov.
- The Phantom of the Opera, dirigido por Rupert Julian com Lon Chaney como Erik, o Fantasma da Ópera.
- Ben-Hur: A Tale of the Christ, dirigido por Fred Niblo com Ramón Novarro como Judah Ben-Hur.
- The Lost World dirigido por Harry Hoyt com Lloyd Hughes como Edward Malone

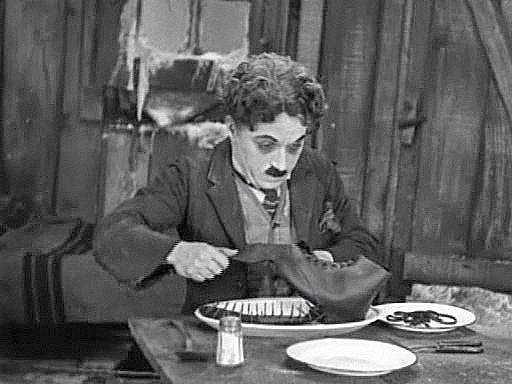
Charles Chaplin em The Gold Rush.
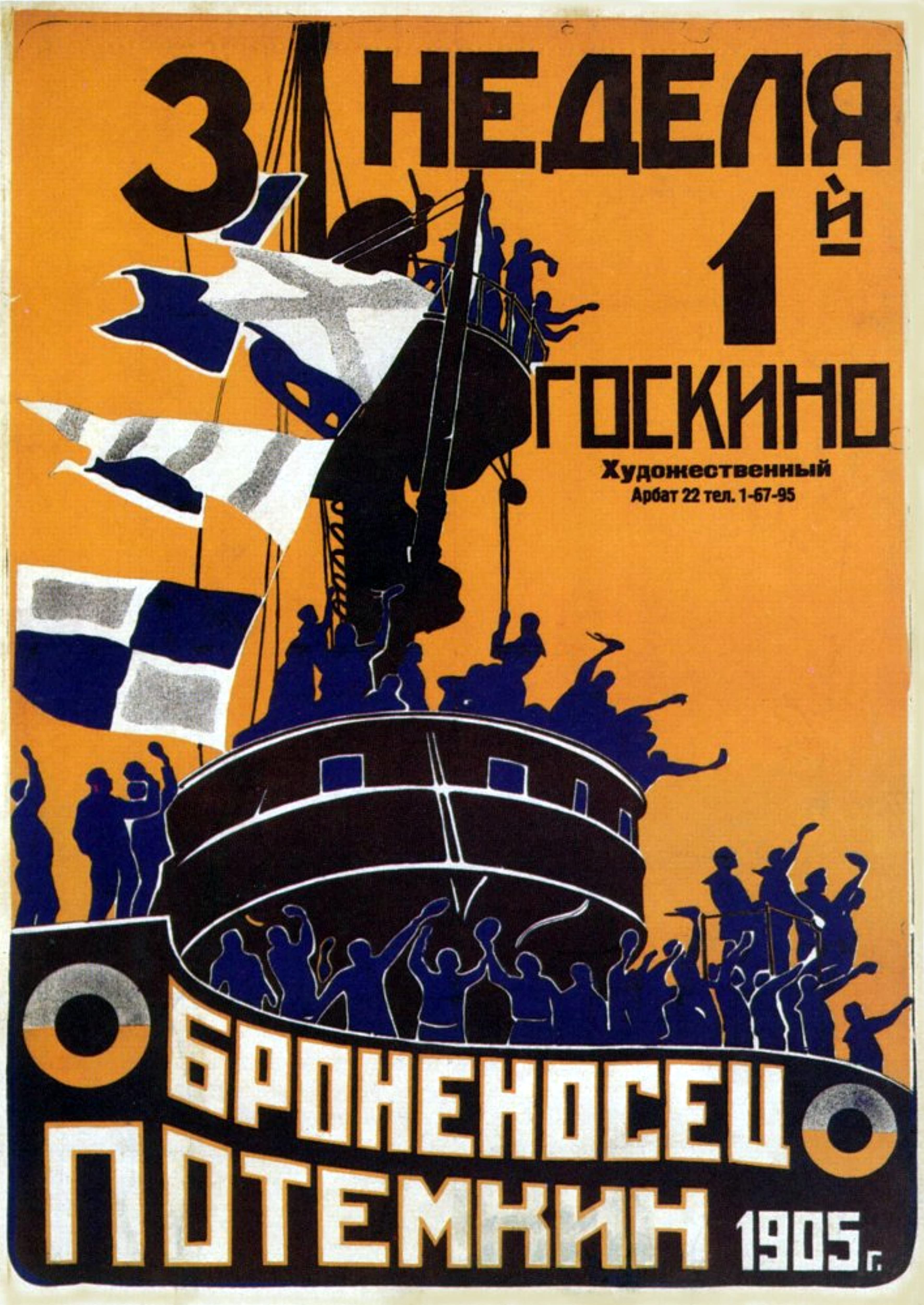
Pôster de Bronenosets Potyomkin.
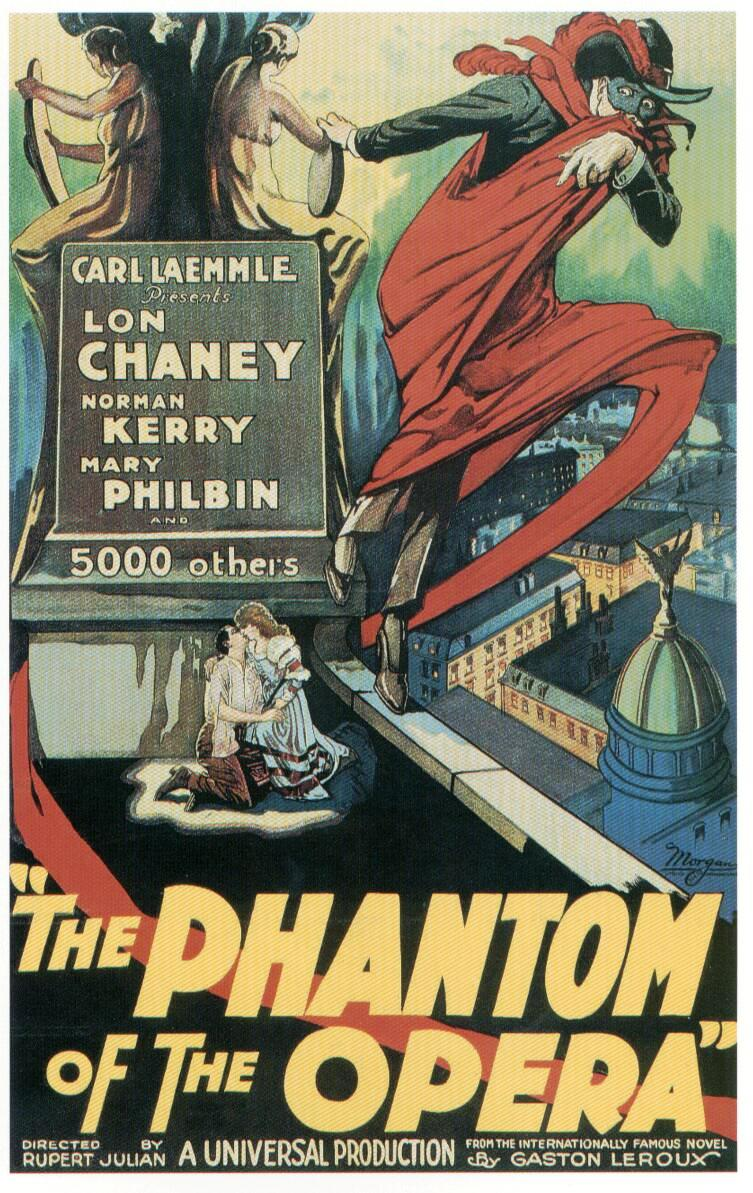
Pôster de The Phantom of the Opera.
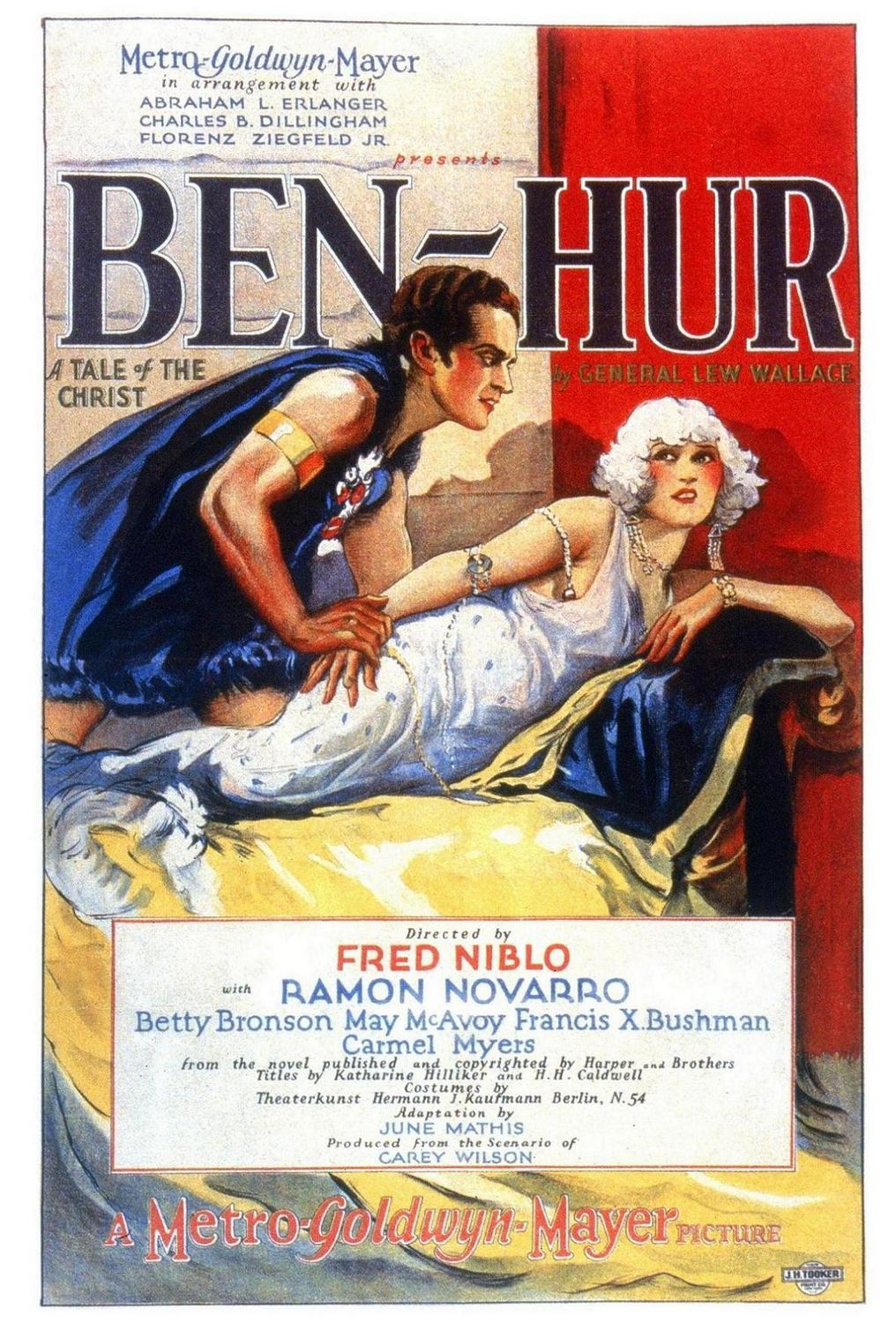
Pôster de Ben-Hur: A Tale of the Christ.

## Nascimentos
| Data                | Nome             | Profissão                           | Nacionalidade  | Observações | Ref |
| ------------------- | ---------------- | ----------------------------------- | -------------- | ----------- | --- |
| 26 de Janeiro       | Paul Newman      | ator                                | Estados Unidos | m. 2008     |     |
| 8 de fevereiro      | Jack Lemmon      | ator                                | Estados Unidos | m. 2001     |     |
| 21 de março         | Peter Brook      | diretor                             | Reino Unido    |             |     |
| 1 de Abril          | Wojciech Has     | cineasta                            | Polónia        |             |     |
| 14 de Abril         | Rod Steiger      | ator                                | Estados Unidos | m. 2002     |     |
| 30 de Abril         | Corinne Calvet   | atriz                               | França         | m. 2001     |     |
| 11 de Maio          | Rubem Fonseca    | escritor e roteirista de cinema     | Brasil         |             |     |
| 26 de maio          | Carmen Montejo   | atriz, escritora e diretora teatral | México         | m. 2013     |     |
| 25 de junho         | June Lockhart    | atriz                               | Estados Unidos |             |     |
| 15 de julho         | D. A. Pennebaker | cineasta e documentarista           | Estados Unidos |             |     |
| 8 de Setembro       | Peter Sellers    | ator                                | Reino Unido    | m. 1980     |     |
| 29 de Outubro       | Robert Hardy     | ator                                | Reino Unido    |             |     |
| 8 de dezembro       | Chica Lopes      | atriz                               | Brasil         |             |     |
| ?? - Carlos Coimbra | cineasta         | Brasil                              | m. 2007        |             |     |
| ??                  | Sérgio Hingst    | ator                                | Brasil         |             |     |

## Mortes
| Data | Nome | Profissão | Nacionalidade | Observações | Ref |
| ---- | ---- | --------- | ------------- | ----------- | --- |